# Ali Saam
Ali Saam (* zwischen 1960 und 1969 in Teheran) ist ein iranischer Schauspieler.

## Leben
In seiner Kindheit war Saam Fan von Hollywoodhelden wie Batman und Zorro. Ende der 1970er Jahre ging er in die USA, um dort seinen Bachelor in Computer Information Systems zu erlangen. Später begann er, Theater zu spielen. 2002 erfolgt sein erster Leinwand-Auftritt als italienischer Mafiosi in Redemption. 2005 spielte er in der Komödie Jew Tales einen Transvestiten. Später folgten Nebenrollen zumeist als Bösewicht.
Einem größeren Publikum bekannt wurde er durch die Verkörperung des Revolutionsgardisten Ali Khalkhali in Ben Afflecks oscarprämierten Film Argo.

## Filmographie
- 2002: Redemption
- 2005: Jew Tales
- 2007: The Unit – Eine Frage der Ehre (The Unit, Fernsehserie, eine Episode)
- 2010: A Conversion to Remember
- 2011: $lowdown
- 2012: Argo